# عبدولاي باكايوكو
عبدولاي باكايوكو، لاعب كرة قدم إفواري يلعب حالياً في نادي الوعب القطري.

## مسيرة اللاعب
لعب في نادي سانت إتيان ونادي معيذر ونادي الوعب.

## روابط خارجية
- عبدولاي باكايوكو على موقع قاعدة بيانات كرة القدم.إي يو (الإنجليزية)
- عبدولاي باكايوكو على موقع Soccerway.com (الإنجليزية)